# Kozjak nad Pesnico
Kozjak nad Pesnico este o localitate din comuna Kungota, Slovenia, cu o populație de 560 de locuitori.